# Oberea nefasta
Oberea nefasta là một loài bọ cánh cứng trong họ Cerambycidae.